# Ljoedmila Sapova
Ljoedmila Vladimirovna Sapova (Russisch: Людмила Владимировна Сапова) (Moskou, 3 mei 1984) is een Russisch basketbalspeelster die uitkomt voor het nationale team van Rusland. Ze werd Meester in de sport van Rusland, Internationale Klasse.

## Carrière
Sapova begon haar carrière in 2001 bij Spartak Moskou. In 2002 stapte ze over naar Dinamo Moskou. In 2005 werd Sapova voor twee jaar verhuurd aan Dinamo Oblast Moskou Ljoeberts. In 2007 ging Sapova naar Tsjevakata Vologda. Na een jaar ging Sapova naar CSKA Moskou. In 2009 stapte ze na het faillissement over naar Nadezjda Orenburg. In 2013 ging Sapova spelen voor Tsjevakata Vologda. In 2014 stapte Sapova over naar Dinamo Koersk. Met die club won Sapova twee keer Beker van Rusland in 2015 en 2016. In 2016 ging Sapova terug naar Nadezjda Orenburg. In 2017 stapte ze over naar MBA Moskou. In 2020 verhuisde ze naar BK Samara. In 2021 stopte ze met basketbal.
Met Rusland won Sapova goud op het Europees Kampioenschap in 2011. Met Rusland 3x3 won ze zilver op de FIBA 3x3 World Cup in 2018.

## Erelijst
- Landskampioen Rusland:
  - Tweede: 2005
  - Derde: 2009, 2011, 2012, 2013, 2015, 2016, 2017
- Bekerwinnaar Rusland: 2
  - Winnaar: 2015, 2016
  - Runner-up: 2011, 2012
- Europees Kampioenschap: 1
  - Goud: 2011